# Leichtathletik-Europameisterschaften 2010/200 m der Frauen

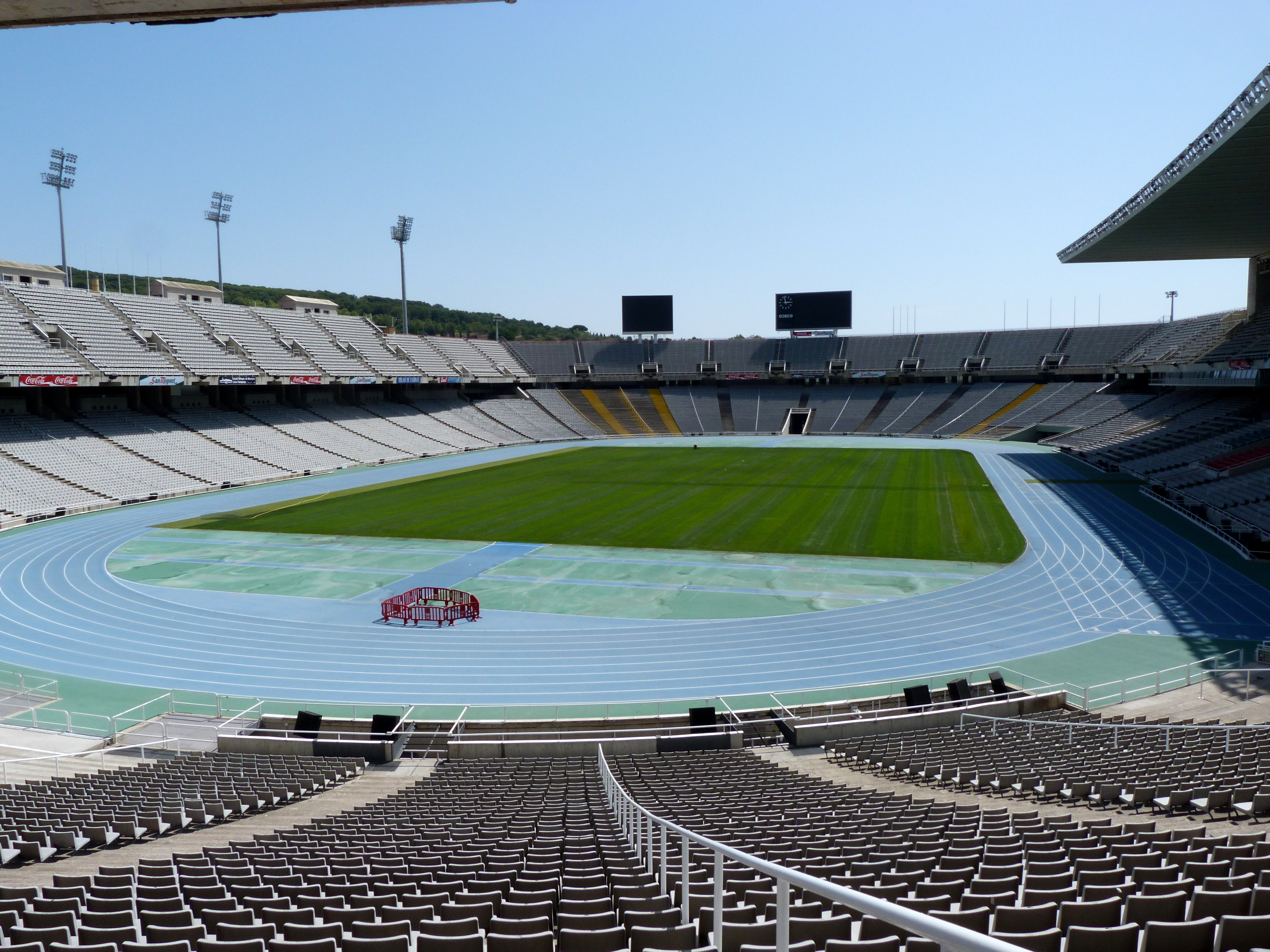
Das Olympiastadion Estadi Olímpic Lluís Companys
Barcelona im Jahr 2012

Der 200-Meter-Lauf der Frauen bei den Leichtathletik-Europameisterschaften 2010 wurde am 30. und 31. Juli 2010 im Olympiastadion Estadi Olímpic Lluís Companys der spanischen Stadt Barcelona ausgetragen.
Europameisterin wurde die Französin Myriam Soumaré. Die Ukrainerin Jelysaweta Bryshina errang die Silbermedaille. Auf den dritten Platz kam die Russin Alexandra Fedoriwa.

## Rekorde

### Bestehende Rekorde
| Weltrekord           | 21,34 s | Florence Griffith-Joyner | OS Seoul, Südkorea                    | 29. September 1988 |
| Europarekord         | 21,71 s | Marita Koch              | Karl-Marx-Stadt (heute Chemnitz), DDR | 10. Juni 1979      |
| Europarekord         | 21,71 s | Marita Koch              | Potsdam, DDR                          | 21. Juli 1984      |
| Europarekord         | 21,71 s | Heike Drechsler          | Jena, DDR                             | 29. Juni 1986      |
| Europarekord         | 21,71 s | Heike Drechsler          | EM Stuttgart, BR Deutschland          | 9. August 1986     |
| Meisterschaftsrekord | 21,71 s | Heike Drechsler          | EM Stuttgart, BR Deutschland          | 9. August 1986     |

Der bereits seit 1986 bestehende EM-Rekord blieb auch bei diesen Europameisterschaften unerreicht. Die schnellste Zeit erzielte die französische Europameisterin Myriam Soumaré im Finale mit 22,32 s bei einem Rückenwind von 0,1 m/s, womit sie 61 Hundertstelsekunden über dem Rekord, gleichzeitig Europarekord. blieb. Zum Weltrekord fehlten ihr 98 Hundertstelsekunden.

### Rekordverbesserung
Es wurde ein neuer Landesrekord aufgestellt:

22,61 s – Eleni Artymata (Zypern), Finale am 31. Juli bei einem Rückenwind von 0,1 m/s

## Doping
In diesem Wettbewerb traten zwei Dopingfälle auf. In beiden Fällen waren es Russinnen, die betrogen hatten:
- Anastassija Kapatschinskaja, zunächst auf Rang vier, wurde der Einnahme gleich zweier verbotener Substanzen überführt: Turinabol und Stanozolol.[3]
- Auch der zunächst siebtplatzierten Julija Tschermoschanskaja wurde der Missbrauch dieser beiden Substanzen nachgewiesen.[4]

Leidtragende waren vor allem vier Athletinnen:
- Zwei Sprinterinnen wurde ihre Startberechtigung im Halbfinale genommen:
  - Sabina Veit, Slowenien
  - Alena Neumjarschyzkaja, Belarus
- Zwei Läuferinnen wurde ihre Startberechtigung im Finale genommen:
  - Emily Freeman, Großbritannien
  - Weronika Wedler, Polen

## Legende
Kurze Übersicht zur Bedeutung der Symbolik – so üblicherweise auch in sonstigen Veröffentlichungen verwendet:
| NR    | Nationaler Rekord                     |
| NUR23 | Nationaler U23-Rekord                 |
| DNS   | nicht am Start (did not start)        |
| DSQ   | disqualifiziert                       |
| DOP   | wegen Dopingvergehens disqualifiziert |

## Vorrunde
Die Vorrunde wurde in vier Läufen durchgeführt. Die ersten drei Athletinnen pro Lauf – hellblau unterlegt – sowie die darüber hinaus vier zeitschnellsten Läuferinnen – hellgrün unterlegt – qualifizierten sich für das Halbfinale.

### Vorlauf 1

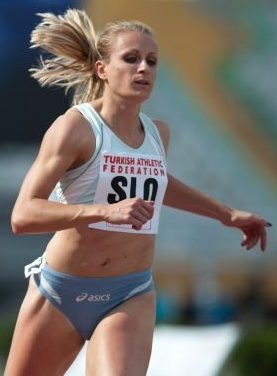
Die ausgeschiedene Sabina Veit wurde durch die erst nachträglich disqualifizierten Doping-
betrügerinnen um die Halbfinalteilnahme gebracht

30. Juli 2010, 12:20 Uhr
Wind: −2,6 m/s
| Platz | Name                | Nation     | Zeit (s) | Anmerkung                                  |
| ----- | ------------------- | ---------- | -------- | ------------------------------------------ |
| 1     | Jelysaweta Bryshina | Ukraine    | 23,10    |                                            |
| 2     | Myriam Soumaré      | Frankreich | 23,22    |                                            |
| 3     | Ksenija Balta       | Estland    | 23,75    |                                            |
| 4     | Niamh Whelan        | Irland     | 23,78    |                                            |
| 5     | Sabina Veit         | Slowenien  | 23,78    | eigentlich für das Halbfinale qualifiziert |
| 6     | Elin Backman        | Schweden   | 24,13    |                                            |

### Vorlauf 2
30. Juli 2010, 12:28 Uhr
Wind: −2,1 m/s
| Platz | Name                        | Nation         | Zeit (s) | Anmerkung                     |
| ----- | --------------------------- | -------------- | -------- | ----------------------------- |
| 1     | Eleni Artymata              | Zypern         | 23,41    |                               |
| 2     | Emily Freeman               | Großbritannien | 23,44    |                               |
| 3     | Weronika Wedler             | Polen          | 23,62    |                               |
| 4     | Sónia Tavares               | Portugal       | 24,14    |                               |
| 5     | Doris Röser                 | Österreich     | 24,32    |                               |
| DOP   | Anastassija Kapatschinskaja | Russland       | 23,09    | für das Halbfinale zugelassen |
| DNS   | Klodiana Shala              | Albanien       |          |                               |

### Vorlauf 3

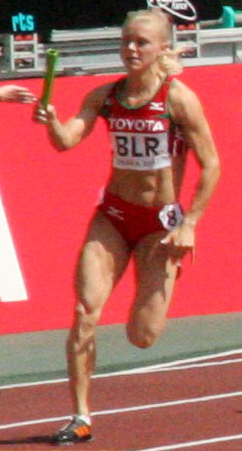
Alena Neumjarschyzkaja – sie scheiterte im Vorlauf, wäre aber eigentlich für das Halbfinale startberechtigt gewesen
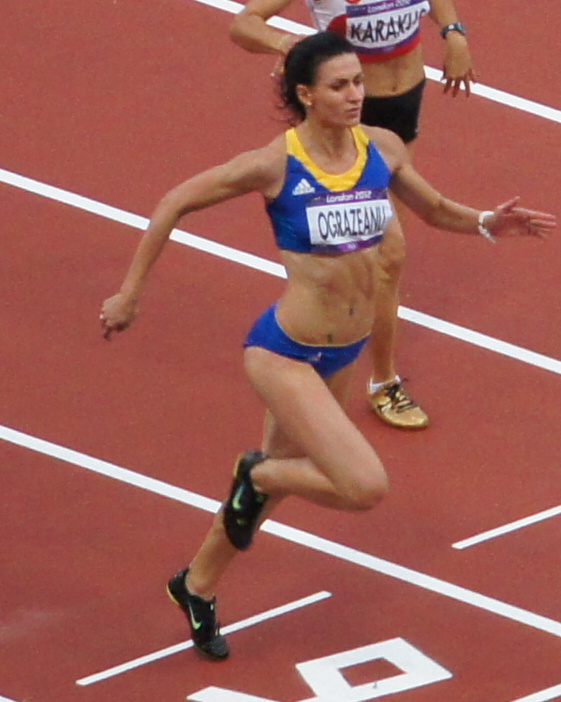
Andreea Ogrăzeanu erreichte mit ihren 23,89 s nicht das Halbfinale

30. Juli 2010, 12:36 Uhr
Wind: −1,2 m/s
| Platz | Name                      | Nation     | Zeit (s) | Anmerkung                                  |
| ----- | ------------------------- | ---------- | -------- | ------------------------------------------ |
| 1     | Lina Jacques-Sébastien    | Frankreich | 23,21    |                                            |
| 2     | Ewelina Ptak              | Polen      | 23,66    |                                            |
| 3     | Alena Neumjarschyzkaja    | Belarus    | 23,82    | eigentlich für das Halbfinale qualifiziert |
| 4     | Andreea Ogrăzeanu         | Rumänien   | 23,89    |                                            |
| 5     | Barbara Petráhn           | Ungarn     | 24,07    |                                            |
| DOP   | Julija Tschermoschanskaja | Russland   | 23,10    | für das Halbfinale zugelassen              |

### Vorlauf 4

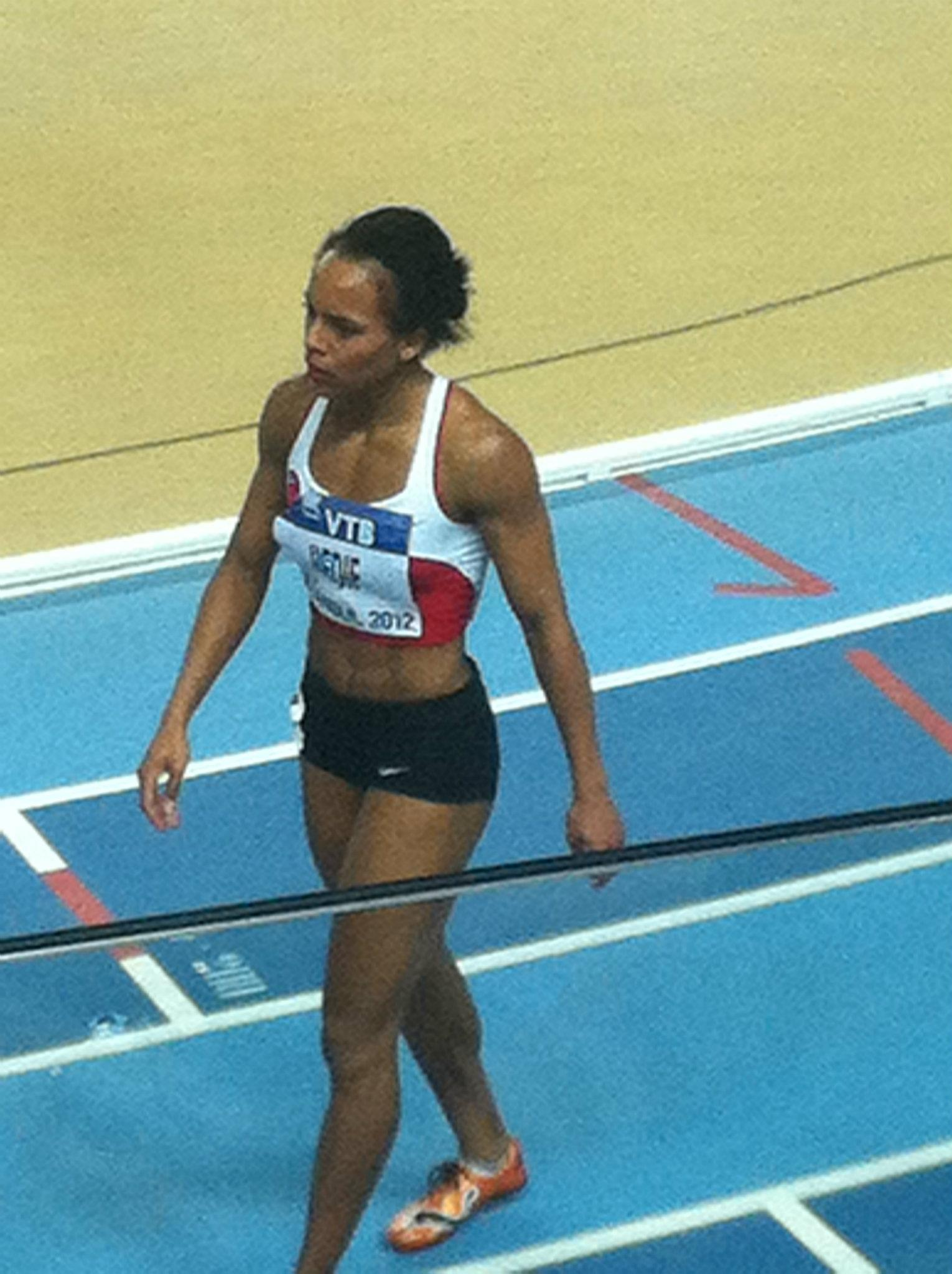
Meliz Redif war mit ihrer Zeit von deutlich über 24 Sekunden ohne Chance

30. Juli 2010, 12:44 Uhr
Wind: −3,5 m/s
| Platz | Name               | Nation     | Zeit (s) |
| ----- | ------------------ | ---------- | -------- |
| 1     | Alexandra Fedoriwa | Russland   | 23,47    |
| 2     | Véronique Mang     | Frankreich | 23,57    |
| 3     | Olivia Borlée      | Belgien    | 23,59    |
| 4     | Marta Jeschke      | Polen      | 23,60    |
| 5     | Giulia Arcioni     | Italien    | 23,63    |
| 6     | Tina Jureš         | Slowenien  | 24,41    |
| 7     | Meliz Redif        | Türkei     | 24,53    |

## Halbfinale
Aus den beiden Halbfinalläufen qualifizierten sich die jeweils ersten drei Athletinnen – hellblau unterlegt – sowie die darüber hinaus zwei zeitschnellsten Läuferinnen – hellgrün unterlegt – für das Finale.

### Lauf 1

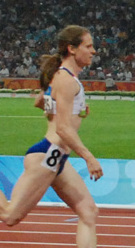
Wegen der erst nachträglich disqualifizierten Dopingbetrügerinnen musste Emily Freeman dem Finale zuschauen
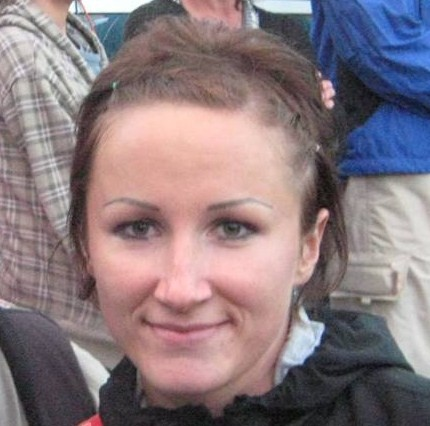
Als Sechste ihres Semifinallaufs erreichte Marta Jeschke nicht das Finale
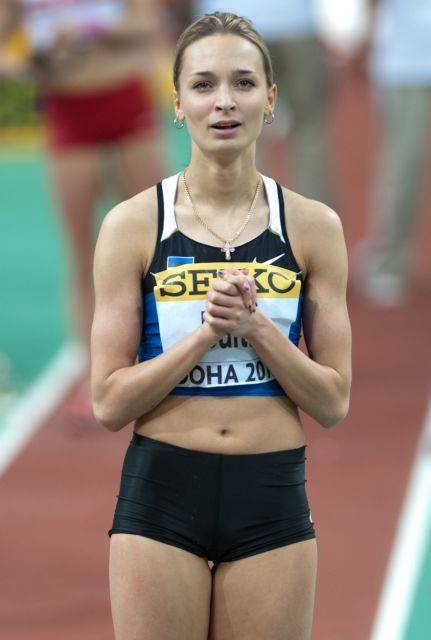
Ksenija Balta wurde im ersten Halbfinalrennen disqualifiziert

30. Juli 2010, 19:00 Uhr
Wind: −0,2 m/s
| Platz | Name                        | Nation         | Zeit (s) | Anmerkung                              |
| ----- | --------------------------- | -------------- | -------- | -------------------------------------- |
| 1     | Alexandra Fedoriwa          | Russland       | 22,63    |                                        |
| 2     | Lina Jacques-Sébastien      | Frankreich     | 22,84    |                                        |
| 3     | Véronique Mang              | Frankreich     | 23,21    |                                        |
| 4     | Emily Freeman               | Großbritannien | 23,21    | eigentlich für das Finale qualifiziert |
| 5     | Niamh Whelan                | Irland         | 23,31    |                                        |
| 6     | Marta Jeschke               | Polen          | 23,36    |                                        |
| DSQ   | Ksenija Balta               | Estland        |          |                                        |
| DOP   | Anastassija Kapatschinskaja | Russland       | 22,72    | für das Finale zugelassen              |

### Lauf 2

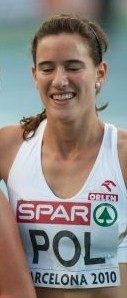
Weronika Wedler hatte sich eigentlich für das Finale qualifiziert, konnte jedoch dort gehindert durch die Dopingsünderinnen nicht teilnehmen
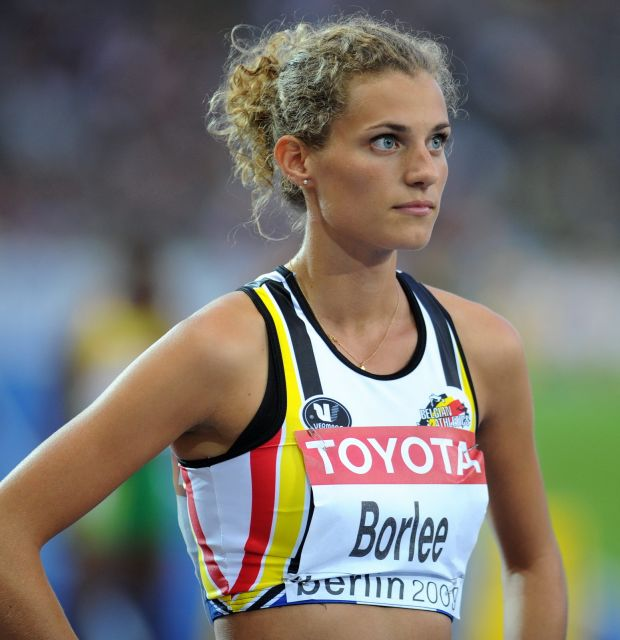
Olivia Borlée belegte Rang fünf im zweiten Halbfinallauf und schied damit aus
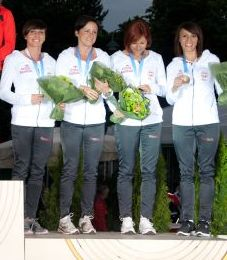
Die in ihrem Semifinalrennen sechstplatzierte Ewelina Ptak (ganz links) erreichte nicht das Finale

30. Juli 2010, 19:08 Uhr
Wind: −1,7 m/s
| Platz | Name                      | Nation     | Zeit (s) | Anmerkung                              |
| ----- | ------------------------- | ---------- | -------- | -------------------------------------- |
| 1     | Jelysaweta Bryshina       | Ukraine    | 22,86    |                                        |
| 2     | Myriam Soumaré            | Frankreich | 23,02    |                                        |
| 3     | Eleni Artymata            | Zypern     | 23,14    |                                        |
| 4     | Weronika Wedler           | Polen      | 23,30    | eigentlich für das Finale qualifiziert |
| 5     | Olivia Borlée             | Belgien    | 23,44    |                                        |
| 6     | Ewelina Ptak              | Polen      | 23,48    |                                        |
| 7     | Giulia Arcioni            | Italien    | 23,77    |                                        |
| DOP   | Julija Tschermoschanskaja | Russland   | 22,88    | für das Finale zugelassen              |

## Finale
31. Juli 2010, 19:50 Uhr
Wind: +0,1 m/s
| Platz | Name                        | Nation     | Zeit (s)    |
| ----- | --------------------------- | ---------- | ----------- |
| 1     | Myriam Soumaré              | Frankreich | 22,32       |
| 2     | Jelysaweta Bryshina         | Ukraine    | 22,44 NUR23 |
| 3     | Alexandra Fedoriwa          | Russland   | 22,44       |
| 4     | Lina Jacques-Sébastien      | Frankreich | 22,59       |
| 5     | Eleni Artymata              | Zypern     | 22,61 NR    |
| DSQ   | Véronique Mang              | Frankreich |             |
| DOP   | Anastassija Kapatschinskaja | Russland   | 22,47       |
| DOP   | Julija Tschermoschanskaja   | Russland   | 22,67       |

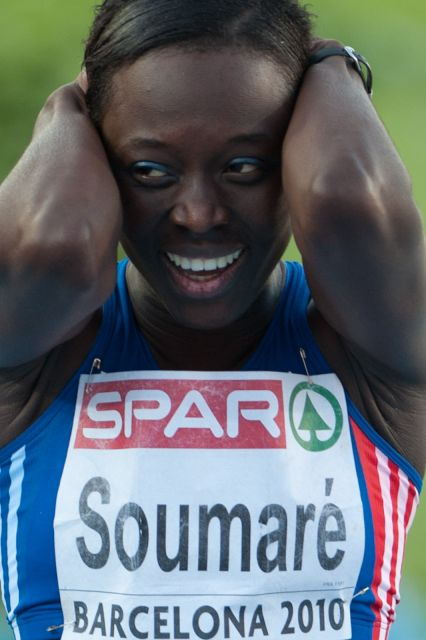
Eine glückliche Europameisterin Myriam Soumaré

Nach der Bronzemedaille im 100-Meter-Lauf gewann die Französin Myriam Soumaré Gold über 200 Meter. Die mitfavorisierte Russin Alexandra Fedoriwa belegte hinter der Ukrainerin Jelysaweta Bryshina den dritten Platz.

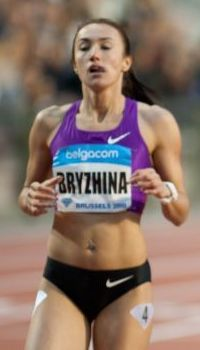
Vizeeuropameisterin Jelysaweta Bryshina
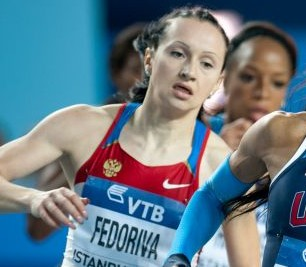
Bronzemedaillengewinnerin Alexandra Fedoriwa
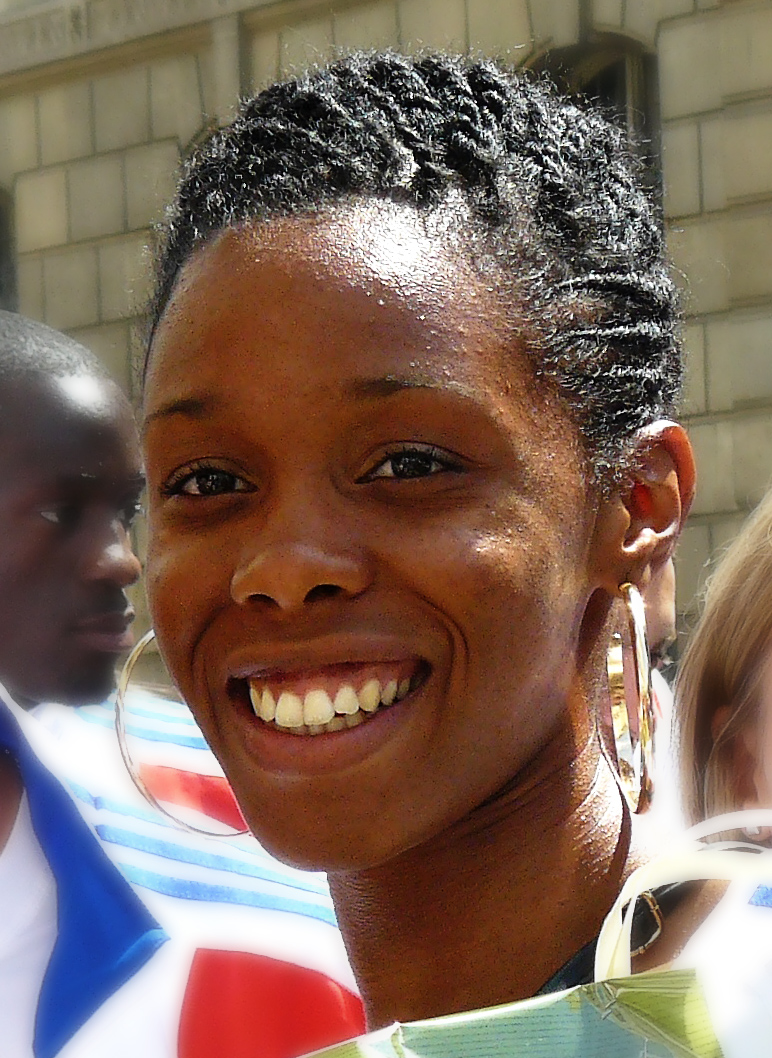
Lina Jacques-Sébastien belegte Rang vier
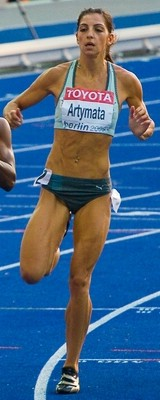
Eleni Artymata – mit Landesrekord für Zypern auf dem fünften Platz

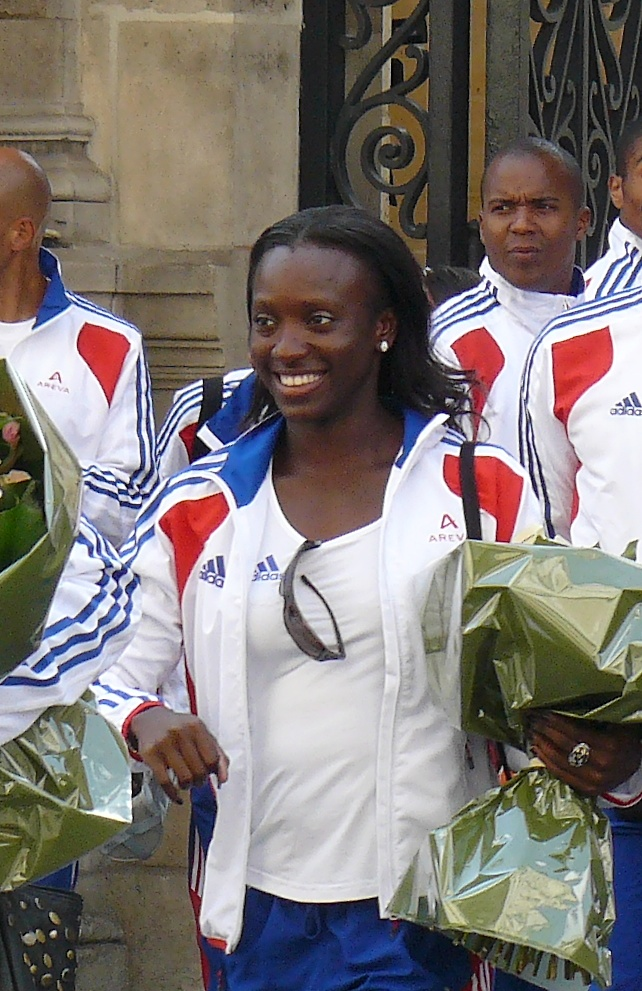
Véronique Mang, über 100 Meter auf Platz zwei, wurde im Finale disqualifiziert
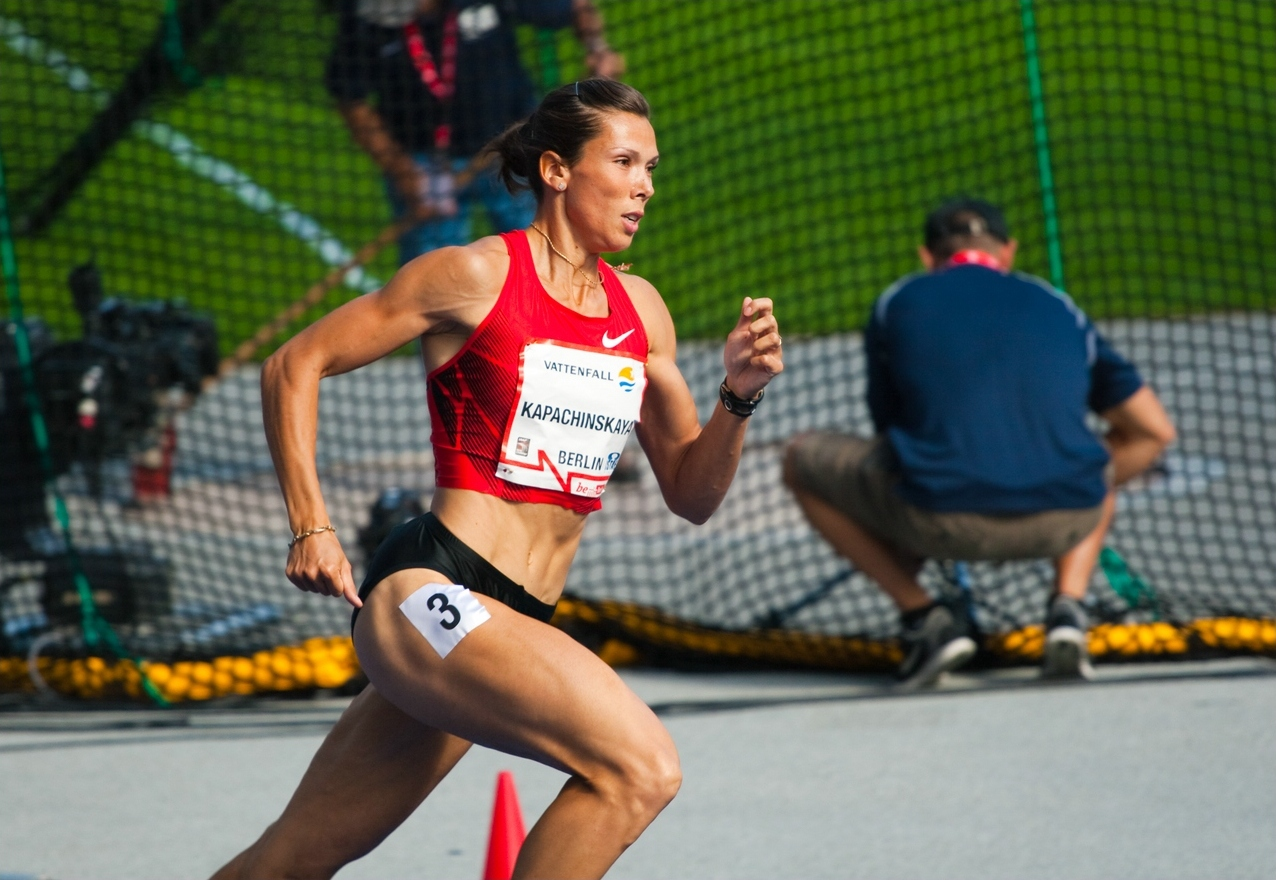
Anastassija Kapatschinskaja – nachträglich disqualifiziert wegen Dopingbetrugs
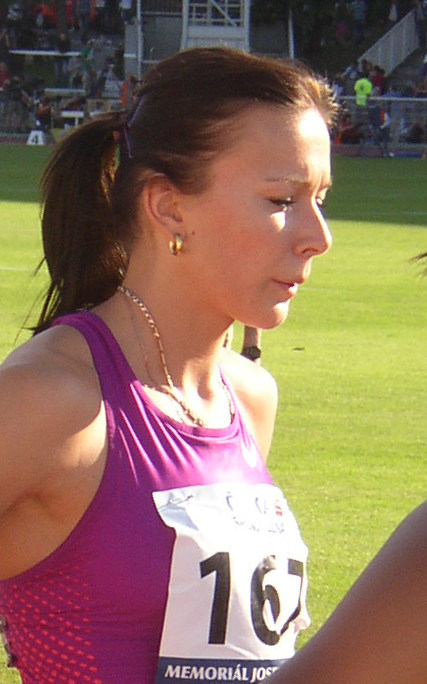
Julija Tschermoschanskaja – zweite Dopingsünderin in diesem Finale

## Videolink
- European Championship Barcelona 2010. 200m women final, youtube.com (englisch), abgerufen am 18. Februar 2023